# Theraphosinae
Die Theraphosinae sind die artenreichste Unterfamilie innerhalb der Vogelspinnen (Theraphosidae) und enthalten ca. 50 % aller bekannten Vogelspinnenarten. Die Arten der Unterfamilie kommen ausschließlich in Amerika vor. Aufgrund ihres interessanten Aussehens und ihrer teils beachtlichen Größe werden viele der Arten aus dieser Unterfamilie von Privatleuten in Terrarien gehalten und nachgezüchtet.

## Verbreitung

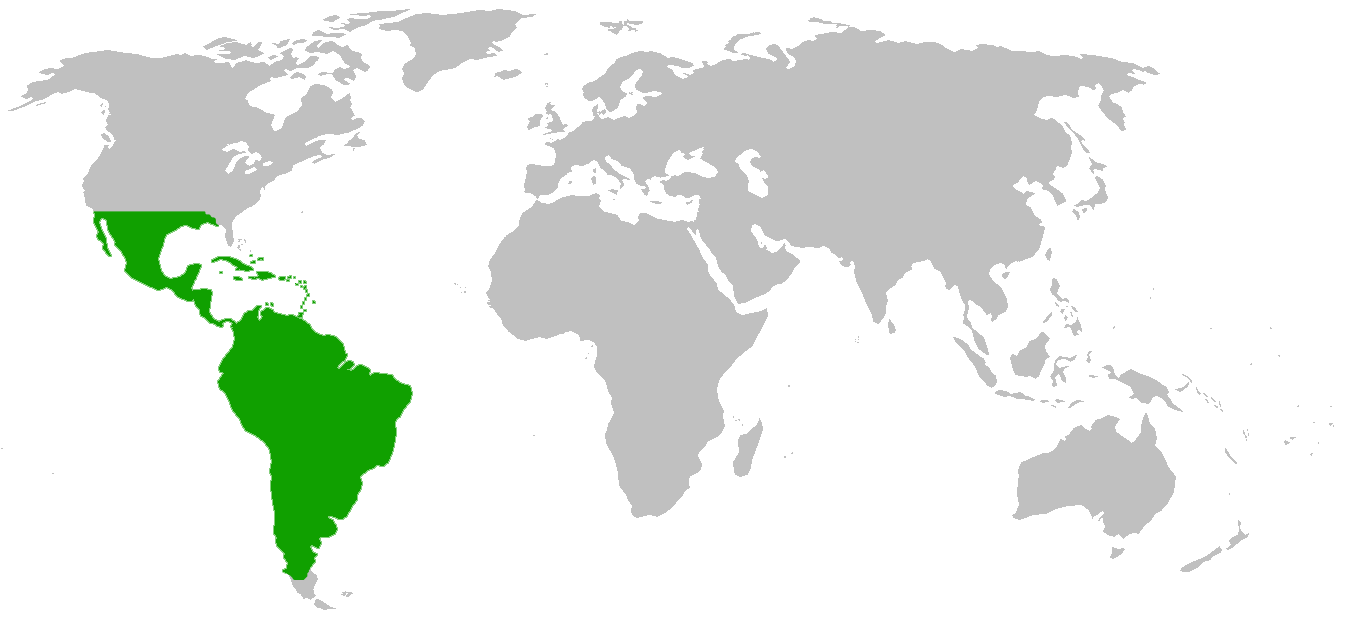
Verbreitung nach Schmidt

Die Unterfamilie beinhaltet ausschließlich Vogelspinnenarten, die auf dem amerikanischen Doppelkontinent verbreitet sind. Ihr Verbreitungsgebiet erstreckt sich von den Südstaaten der USA im Norden über die gesamte mittelamerikanische Landenge bis in den Süden des südamerikanischen Subkontinents. Lediglich im äußersten Süden Südamerikas lassen sich keine Vorkommen finden. Einige Arten der Unterfamilie sind auch auf Inselgruppen in der Karibik verbreitet.

## Merkmale
Die Körpergrößen der einzelnen Arten variieren zwischen 12 mm (Aphonopelma paloma) und 11 cm (Theraphosa blondi). Die Vertreter der Unterfamilie Theraphosinae werden auch als „Bombardierspinnen“ bezeichnet, da sie zahlreiche Brennhaare auf dem Opisthosoma besitzen, die sie bei Bedrohungen mit ihren Hinterbeinen abbürsten und so ihre Feinde irritieren können. In der Unterfamilie kommen ausschließlich bodenbewohnende Arten vor. Baumbewohnende Vogelspinnen aus dem gleichen Verbreitungsgebiet gehören zu den Unterfamilien Aviculariinae und Psalmopoeinae.

## Verhalten
Das Verhalten der Arten in dieser Unterfamilie ist sehr vielfältig. Einige Arten graben tiefe, mit Gespinst ausgekleidete Wohnröhren in das Erdreich, wohingegen andere Arten unter großen Baumwurzeln, Rindenstücken oder Steinen leben.
Unter den Vogelspinnen der Theraphosinae gibt es sehr wehrhafte Arten, insbesondere in den Gattungen Acanthoscurria, Phormictopus und Theraphosa. Die Arten aus den Gattungen Brachypelma und Grammostola gelten als recht friedfertig. Bei Störungen ziehen sie sich die meisten Arten sehr schnell in ihre Wohnröhre bzw. Wohnhöhle zurück. Häufig „bombardieren“ sie bei der Flucht den Angreifer auch mit ihren Brennhaaren. Werden sie nach einem Fluchtversuch weiterhin bedrängt, begeben sie sich zunächst in Drohstellung, indem sie ihren Vorderleib aufrichten, und schlagen dann mehrmals mit den Vorderbeinen und den Tastern nach dem Angreifer. Als letzte Instanz beißen sie zu.
Das Nahrungsspektrum der Theraphosinae ist abhängig von der Körpergröße und des Verbreitungsgebietes der einzelnen Art und umfasst somit eine große Auswahl an Beutetieren von Insekten bis hin zu kleinen Wirbeltieren.

## Systematik
Die hier gezeigte Auflistung der enthaltenen Gattungen entspricht der Einteilung von Günther Schmidt aus dem Jahr 2003 und wurde mithilfe des World Spider Catalogs korrigiert, da einige Gattungen in der Zwischenzeit durch Revisionen ihren Status verloren haben und Arten in andere Gattungen transferiert worden sind. Die Unterfamilie Theraphosinae umfasst 50 Gattungen mit ca. 500 Arten. (Stand: Januar 2020)
- Acanthoscurria Ausserer, 1971
- Aphonopelma Pocock, 1901
- Bonnetina Vol, 2000
- Brachypelma Simon, 1890
- Bumba Pérez-Miles, Bonaldo & Miglio, 2014
- Cardiopelma Vol, 1999
- Chromatopelma Schmidt, 1995
- Citharacanthus Pocock, 1901
- Clavopelma Chamberlin, 1940
- Crassicrus Reichling & West, 1996
- Cyclosternum Ausserer, 1871
- Cyriocosmus Simon, 1903
- Cyrtopholis Simon, 1892
- Davus O. Pickard-Cambridge, 1892
- Euathlus Ausserer, 1875
- Eupalaestrus Pocock, 1901
- Euthycaelus Simon, 1889
- Grammostola Simon, 1892
- Hapalopus Ausserer, 1875
- Hapalotremus Simon, 1903
- Hemirrhagus Simon, 1903
- Homoeomma Ausserer, 1871
- Lasiodora C. L. Koch, 1850
- Lasiodorides Schmidt & Bischoff, 1997
- Megaphobema Pocock, 1901
- Melloleitaoina Gerschman & Schiapelli, 1960
- Metriopelma Becker, 1878
- Neischnocolus Petrunkevitch, 1925
- Neostenotarsus Pribik & Weinmann, 2004
- Nesipelma Schmidt & Kovařík, 1996
- Nhandu Lucas, 1983
- Ozopactus Simon, 1889
- Pamphobeteus Pocock, 1901
- Phormictopus Pocock, 1901
- Phrixotrichus Simon, 1889
- Plesiopelma Pocock, 1901
- Proshapalopus Mello-Leitão, 1923
- Pseudhapalopus Strand, 1907
- Reversopelma Schmidt, 2001
- Schismatothele Karsch, 1879
- Schizopelma F. O. Pickard-Cambridge, 1897
- Sericopelma Ausserer, 1875
- Sphaerobothria Karsch, 1879
- Stichoplastoris Rudloff, 1997
- Theraphosa Thorell, 1870
- Thrixopelma Schmidt, 1994
- Tliltocatl Mendoza & Francke, 2020[3]
- Tmesiphantes Simon, 1892
- Umbyquyra Gargiulo, Brescovit & Lucas, 2018
- Vitalius Lucas, Silva & Bertani, 1993
- Xenesthis Simon, 1891

Eine vollständige Auflistung aller verfügbaren Artikel zu den einzelnen Arten der hier aufgeführten Gattungen findet sich in der Liste der Vogelspinnenarten.
| Im Anschluss sind hier noch die Gattungen aufgelistet, deren Taxa mittlerweile laut World Spider Catalog Synonyme zu anderen Gattungen sind oder anderen Unterfamilien zugerechnet werden, bei der Einteilung von Schmidt jedoch noch als eigenständige Arten bzw. Gattungen geführt wurden. (Stand: Oktober 2016) - Apachepelma Schmidt, 1994 – Synonym von: Aphonopelma - Brachypelmides Schmidt & Krause, 1994 – Synonym von: Brachypelma - Dolichothele Mello-Leitão, 1923 (siehe Ischnocolinae) - Hemiercus Simon, 1903 - Hemiercus cervinus (Simon, 1889) – Synonym von: Euthycaelus colonica Simon, 1889 - Hemiercus inflatus (Simon, 1889) – Synonym von: Schismatothele inflata (Simon, 1889) - Hemiercus kastoni Caporiacco, 1955 – Synonym von: Schismatothele kastoni (Caporiacco, 1955) - Hemiercus modestus (Simon, 1889) – Synonym von: Schismatothele modesta (Simon, 1889) - Hemiercus proximus Mello-Leitão, 1923 – Synonym von: Acanthoscurria proxima (Mello-Leitão, 1923) - Iracema Pérez-Miles, 2000 – Synonym von: Bumba - Pachypelma Karsch, 1880 (Nomen dubium) - Paraphysa Simon, 1892 - Paraphysa horrida Schmidt, 1994 – Synonym von: Bumba horrida (Schmidt, 1994) - Paraphysa parvula (Pocock, 1903) – Synonym von: Euathlus parvulus (Pocock, 1903) - Paraphysa scrofa (Molina, 1788) – Synonym von: Phrixotrichus scrofa (Molina, 1788) - Stenotarsus Tesmoingt & Schmidt, 2002 - Stenotarsus guianensis (Caporiacco, 1954) – Synonym von: Hapalopus guianensis Caporiacco, 1954 - Stenotarsus scissistylus Tesmoingt & Schmidt, 2002 – Synonym von: Neostenotarsus scissistylus (Tesmoingt & Schmidt, 2002) |